# Claude-François Ménestrier
Claude-François Ménestrier, né le 9 mars 1631 à Lyon et mort le 21 janvier 1705 à Paris, est un prêtre jésuite français, héraldiste, chorégraphe, historien de la musique, théoricien de la musique et de la danse.

## Biographie
Fils de Susanne Gachet et de Louis Ménestrier, apothicaire, sa famille, qui était originaire de Franche-Comté, avait des prétentions à la noblesse, et comptait déjà un savant parmi ses membres. Au collège de la Trinité, où il a fait ses études, il a été l’élève de prédilection du P. de Bussières. Promettant beaucoup, le jeune étudiant a fait l’objet de soins particuliers de la part de ses maitres jésuites qui lui ont enseigné les grands écrivains de l’antiquité classique, l’italien et l’espagnol,.
À peine âgé de quinze ans, il a été chargé d’enseigner les humanités et la rhétorique, dans divers collèges tenus par les jésuites à Chambéry, à Vienne et à Grenoble. L’exercice prolongé du professorat l’a doté de connaissances variées et solides car il a appris beaucoup en enseignant aux autres. Sa vocation s’étant prononcée, décidé à entrer dans la compagnie de Jésus en 1646, il s’y est préparé de bonne heure par une étude approfondie de la théologie et des saintes Écritures, qui lui a valu d’être choisi comme adjoint du P. Rigaud aux conférences qui s’étaient ouvertes à Dié entre les catholiques et les protestants. La facilité et la solidité de son argumentation lui ont valu plusieurs fois des avantages incontestables sur ses adversaires.
À côté de la théologie, il se consacrait à l’archéologie, la numismatique, l’épigraphie latine et le blason. Sa méthode de travail consistait à prendre des notes sur tout ce qui le frappait dans ses lectures, de les écrire par ordre de dates sur de gros cahiers préparés pour cet usage, et de les classer de façon à les avoir sous la main toutes les fois qu’il en aurait besoin:350. Un autre de ses goûts très prononcés étant celui de l’ordonnance des cérémonies et fêtes publiques à l’occasion de l’entrée à Lyon de quelque grand personnage, il devient responsable des ballets et des tragédies représentées par les écoliers lors des fêtes de fin d'année. Ainsi, en 1658, lors d'un passage de Louis XIV à Lyon, il organise les réjouissances d'accueil du roi et compose un ballet pour l'occasion. Il devient le théoricien de toutes sortes de fêtes (fêtes de collège, entrées royales, mariages princiers, pompes funèbres) et de spectacles (feux d'artifice, tournois, ballets) qui font « le plaisir de l'esprit en faisant le divertissement des yeux ».
Le premier de ses nombreux écrits, intitulé les Devoirs de la ville de Lyon envers ses saints, tirés du P. Théophile Raynaud est paru à Lyon, en 1658. Son premier traité sur les blasons, le Véritable art du blason, est paru en 1671, suivi de plusieurs rééditions complétées, jusqu'en 1688, année de parution de sa Méthode du blason. Il a eu à ce sujet une controverse avec Claude Le Laboureur, mais ce travail sur les blasons lui vaut d'être cité par Voltaire au titre d'écrivain remarquable dans Le Siècle de Louis XIV.
En 1662, il dirige la décoration de la chapelle du monastère Sainte-Marie-d'en-Haut à Grenoble dans le cadre de la béatification de François de Sales.
Installé à Paris en 1670, il continue à s'associer au peintre Pierre-Paul Sevin, mais il est confronté à une querelle esthétique aggravée par les conflits entre les jésuites et les groupes hostiles à Rome (Gallicans, jansénistes et protestants).
En 1681, il publie Des représentations en musique anciennes et modernes et l'année suivante Des ballets anciens et modernes selon les règles du théâtre, deux ouvrages fondamentaux pour l'histoire de la musique et de la danse. Dans ce dernier livre, il inaugure un type de recherche quasi scientifique, décrivant sa conception du ballet de cour, les règles qui président à sa composition et la manière de représenter « les passions de l'âme ». Par la justesse de ses réflexions et la richesse des descriptions, Ménestrier est considéré comme le grand théoricien de la danse au XVIIe siècle.

## Publications partielles

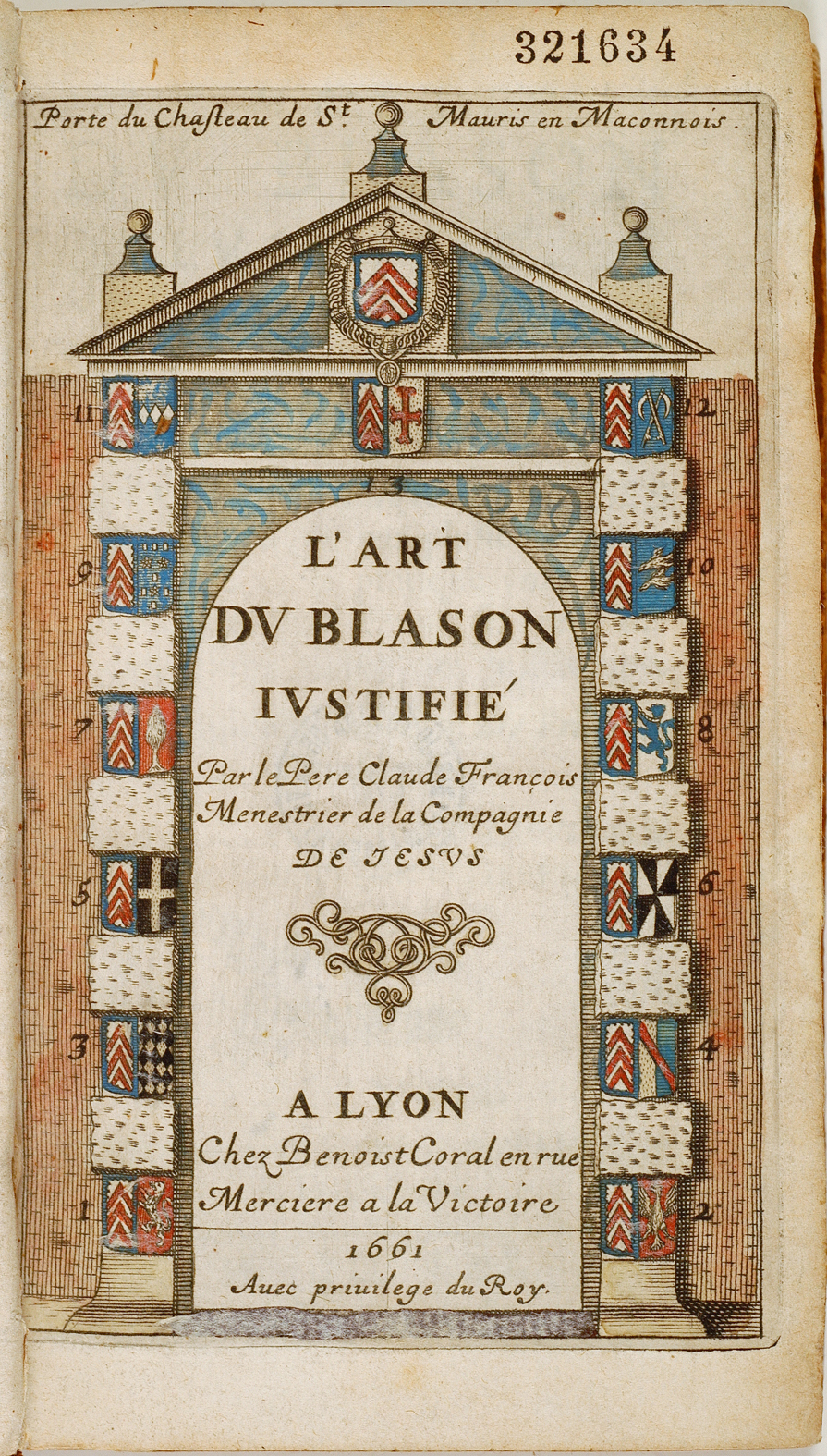
L’Art du blason justifié, édition de 1661.

- Les Devoirs de la ville de Lyon envers ses saints : tiré du latin du R. P. Théophile Raynaud de la Compagnie de Iesus, Lyon, Guichard Iullieron, 1658, 4 p. (lire en ligne).
- L’Autel de Lyon, consacré à Louys Auguste, et placé dans le temple de la gloire : Ballet dédié à Sa Majesté en son entrée à Lyon, Lyon, Jean Molin, 1658, 60 p., in-4º (OCLC 1025512845, lire en ligne).
- Le Véritable Art du blason et l’origine des armoiries, Lyon, Benoist Coral, 1671, 384 p., 15 cm (OCLC 51850924, lire en ligne).
- Les Réjouissances de la paix : avec un recueil de diverses pièces sur ce sujet, Lyon, Benoist Coral, 1660, V-118, 54, 32, in-8° (OCLC 492706733, lire en ligne sur Gallica).
- Abbrégé méthodique des principes héraldiques : ou du Véritable art du blason, Lyon, Benoist Coral, 1661, 160 p., in-12 (lire en ligne sur Gallica).
- L’Art des emblèmes, Lyon, Benoist Coral, 1662, 160 p., in-12 (lire en ligne sur Gallica).
- Le Temple de la sagesse ouvert à tous les peuples : dessein des peintures de la grande cour du collège de la très Sainte Trinité, Lyon, Antoine Molin, 1663, XVI-160 p., in-8° (OCLC 311780005, lire en ligne sur Gallica).
- Éloge historique de la Ville de Lyon et sa grandeur consulaire sous les romains & sous nos rois, Lyon, Benoist Coral, 1669 (lire en ligne).
- Traité des tournois, joustes, carrousels et autres spectacles publics, Lyon, Jacques Muguet, 1669, XII-400 p., in-4° (OCLC 1006114641, lire en ligne sur Gallica).
- Le Chemin de l’honneur, jeu d’armoiries, Lyon, Benoist Coral, 1672, 8-16 p., in-12 (OCLC 763202765, lire en ligne sur Gallica).
- Origine des ornemens des armoiries, Paris, Thomas Amaulry, 1680, 489 p., 16 cm (OCLC 11886425, lire en ligne).
- Les Diverses Especes de noblesse, et les manieres d’en dresser les preuves, Paris, Amaulry et Guignard, 1681, 557 p., in-12 (OCLC 762123837, lire en ligne).
- Lettre d’un gentilhomme de province à une dame de qualité, au sujet de la comète, Lyon ; Paris, Antoine Jullieron ; Estienne Michallet, 1681, 16 p., in-4° (OCLC 799363739).
- Des représentations en musique anciennes et modernes, Paris, René Guignard, 1681, 333 p., in-12 (OCLC 1057839951, lire en ligne).
- Des ballets anciens et modernes selon les règles du théâtre, Paris, René Guignard, 1682, 323 p. (OCLC 404754047, lire en ligne).
- La Philosophie des images : composée d’un ample recueil de devises, Paris, Robert J. B. de La Caille, 1682 (lire en ligne sur Gallica).
- De la chevalerie ancienne et moderne avec la manière d’en faire les preuves, Paris, Robert J. B. de La Caille, 1683, 600 p., in-12° (OCLC 562183770, lire en ligne).
- Des décorations funèbres, où il est amplement traité des tentures, des lumières, des mausolées, catafalques, inscriptions et autres ornemens funèbres, Paris, Robert J. B. de La Caille, 1683, 367 p. (OCLC 716852463, lire en ligne sur Gallica).Mentionné dans (it) Gianpasquale Greco, « L’idea di morte d’artista e della sua sepoltura nel Seicento italiano », Rivista d’Arte,‎ 2016 (lire en ligne).
- L’Art des Emblèmes, où s’enseigne la morale par les figures de la fable, de l’histoire, & de la nature, Paris, Robert J. B. de La Caille, 1684, XVI-416 p. (OCLC 1113100621, lire en ligne sur Gallica).
- La Méthode du blason, Paris, Estienne Michallet, 1688 (lire en ligne).
- Réfutation des prétendues prophéties de St Malachie, Paris, 1689 (lire en ligne sur Gallica).
- Histoire du règne de Louis-Le-Grand par les médailles, emblèmes, devises, jetons, inscriptions, armoiries et autres monuments publics, Paris, Jean-Baptiste Nolin, 1689 (lire en ligne sur Gallica).
- Le Jeu de cartes du blason, Lyon, Thomas Amaulry, 1692, 224 p., in-4° (lire en ligne sur Gallica).
- Les Divers Caractères des ouvrages historiques, avec le plan d’une nouvelle histoire de la ville de Lyon, Paris, J. Collombat, 1694, XIV-559 p., in-12 (lire en ligne sur Gallica).
- La Philosophie des images énigmatiques, où il est amplement traité des énigmes, hiéroglyphiques, oracles, prophéties, sorts, divinations, loteries, talismans, songes…, Lyon, Hilaire Baritel, 1694, 494 p., in-12 (OCLC 457651357, lire en ligne).
- Histoire civile ou consulaire de la ville de Lyon, justifiée par chartres, titres, chroniques, manuscrits, autheurs anciens & modernes, & autres preuves, avec la carte de la ville, comme elle étoit il y a environ deux siécles, Lyon, Jean-Baptiste & Nicolas de Ville, 1696, LXIV, 136 (OCLC 717357059, lire en ligne sur Gallica).
- La Nouvelle méthode raisonnée du blason, pour l’apprendre d’une manière aisée, réduite en leçons par demandes et par réponses, Lyon, Thomas Amaulry, 1696, 298 p., in-12 (OCLC 690492420, lire en ligne).
- Décorations faites dans la ville de Grenoble, pour la réception de Mgr le duc de Bourgogne et de Mgr le duc de Berry, avec des réflexions et des remarques sur la pratique et les usages des décorations, Grenoble, A. Fremon, 1701, 70-24 p. (OCLC 457650697, lire en ligne sur Gallica).
- Médaille présentée au Roi le jour de la fête de Saint Louis l’an 1703, la LXIVe de son âge, s. l., 1703 (lire en ligne sur Gallica).
- Bibliothèque curieuse et instructive des divers ouvrages anciens et modernes de littérature et des arts, Trévoux ; Paris, Jean Boudot, 1704 (lire en ligne).

## Iconographie
- 1689  - Portrait gravé par Jean-Baptiste Nolin (1657-1708) d'après une œuvre de Pierre Simon dit le Vieux (c. 1640-1710) et édition nouvelle de 1693.
- 1840  - Buste par Jean-François Legendre-Héral, conservé au Musée des beaux-arts de Lyon.